# Mario Mellier
Mario Mellier (Novara, 26 agosto 1914 – Novara, 28 settembre 2001) è stato un compositore, pianista e paroliere italiano.

## Biografia
Dopo essersi diplomato in pianoforte al Conservatorio Guido Cantelli di Novara, inizia ad esibirsi in orchestre di musica leggera e di rivista; con il paroliere suo concittadino Italo Calvari scrive le sue prime canzoni per il teatro di rivista, e nel dopoguerra ottiene un contratto come compositore con le edizioni musicali Leonardi di Milano.
Il suo primo brano di successo è Bambola, scritta con il paroliere Eugenio Calzia e lanciata da Ernesto Bonino nel 1944.
All'inizio degli anni '60 collabora con la Nuova Enigmistica Tascabile per la realizzazione di alcuni 45 giri allegati alla rivista.
Collabora con diverse case discografiche, in particolare con la Radio Records, di cui diventa direttore artistico, e le sottoetichette ad essa collegate (come la Sides Records, e la Las Vegas.
Partecipa come autore a Un disco per l'estate 1964 con Che sciocco che sei, interpretata da Laura Casati e Non andartene, presentata da Tony Rossi; per entrambe le canzoni i testi sono scritti da Luciana Medini, con cui instaurerà una proficua collaborazione artistica che durerà per molti anni.
Ritorna a Un disco per l'estate nel 1969 con Noi due, cantata da Junior Magli, nel 1970 con Con il mare dentro agli occhi, interpretata da Angelica, nel 1971 con L'amore, l'amore, cantata dalla bionda Gioia Mariani e nel 1974 con Peccato, lanciata dalla cantante veronese Cristina Gamba.
Sempre agli anni '70 risalgono le sue tre partecipazioni al Festival di Sanremo: nel 1972 con Portami via, interpretata da Angelica (in questa edizione è anche direttore d'orchestra), nel 1973 con Povero, lanciata da Junior Magli e nel 1975 con due brani, Decidi tu per me, cantata da Eugenio Alberti, e Lettera, interpretata da Antonella Bellan.
Alla fine degli anni '70 si ritira dall'attività.
Risultano depositate a suo nome alla Siae 390 canzoni.

## Le principali canzoni scritte da Mario Mellier
| Anno | Titolo                         | Autori del testo                    | Autori della musica               | Interpreti ed incisioni  |
| ---- | ------------------------------ | ----------------------------------- | --------------------------------- | ------------------------ |
| 1964 | Che sciocco che sei            | Luciana Medini                      | Mario Mellier                     | Laura Casati             |
| 1964 | Non andartene                  | Luciana Medini                      | Mario Mellier                     | Tony Rossi               |
| 1966 | Ora ho capito                  | Luigi Menegazzi e Domenico Serengay | Mario Mellier e Mario Piovano     | Camaleonti               |
| 1969 | Noi due                        | Luciana Medini                      | Mario Mellier e Mario Rapallo     | Junior Magli             |
| 1970 | Con il mare dentro agli occhi  | Luciana Medini                      | Mario Mellier                     | Angelica                 |
| 1971 | L'amore, l'amore               | Franco Clivio e Luciana Medini      | Mario Mellier e Franco Zauli      | Gioia Mariani            |
| 1971 | Se fossi tua madre             | Franco Clivio e Luciana Medini      | Mario Mellier e Franco Zauli      | Gioia Mariani e Angelica |
| 1971 | A casa mia                     | Franco Clivio e Luciana Medini      | Mario Mellier e Franco Zauli      | Carlo Gigli e the Tramps |
| 1971 | Un cuscino pieno di lacrime    | Franco Clivio e Luciana Medini      | Mario Mellier e Franco Zauli      | Carlo Gigli e the Tramps |
| 1972 | Portami via                    | Luciana Medini                      | Mario Mellier                     | Angelica                 |
| 1972 | Il mondo gira come vuole       | Luciana Medini                      | Mario Mellier                     | Bruno Baresi             |
| 1972 | E stai dormendo come un angelo | Luciana Medini                      | Mario Mellier                     | Bruno Baresi             |
| 1973 | Povero                         | Luciana Medini                      | Mario Mellier                     | Junior Magli             |
| 1974 | Peccato                        | Luciana Medini                      | Mario Mellier e Franco Zauli      | Cristina Gamba           |
| 1974 | Sola                           | Mario Mellier e Vic Nocera          | Roberto Lipari e Franco Zauli     | Cristina Gamba           |
| 1975 | Decidi tu per me               | Piero Montanaro e Enzo Ronda        | Mario Mellier e Alfredo Gallo     | Eugenio Alberti          |
| 1975 | Lettera                        | Renato Scala e Luciana Medini       | Mario Mellier e Pier Benito Greco | Antonella Bellan         |